# Gong
I  (鑼T, 锣S, luóP) sono una classe di strumenti musicali, all'interno degli idiofoni a percussione diretta, definiti come contenitori, suonati con un oggetto non sonoro, in cui la vibrazione è più forte vicino al vertice. Si differenziano dalle campane, in cui invece la vibrazione è più debole vicino al vertice.

## Descrizione
Un gong è solitamente formato da un grande piatto di metallo, in genere di forma circolare. Questo piatto può essere fatto anche di rame. Il gong generalmente è uno strumento a suono indeterminato anche se in alcuni metodi di percussione viene indicato solamente come strumento a suono determinato.

## Origini
Il gong è uno strumento risalente a più di 4.000 anni fa. Sebbene le scoperte tendano a riconoscerlo come uno strumento nato nell'antica Cina, si narra che i primi gong furono ritrovati nel mezzo di scavi archeologici condotti in Grecia. Questi, infatti, furono scoperti con dei paletti ricoperti di pelle che riportano appunto all'uso contemporaneo dei battenti usati per suonarlo ed attaccati intramezzi a strutture che li tenevano sospesi nel vuoto.
Nella cultura cinese veniva usato generalmente come accompagnamento a orchestre etniche ma anche in feste, danze, canti, ballate. Il motivo più divergente tra tutti è che sempre in questa cultura cinese il suo motivo di accompagnamento era una maschera per il suo vero utilizzo, ossia, la meditazione interna e stabilizzazione dei punti energetici del corpo. Alcuni credenti antichi lo narrano come uno strumento usato per il rilassamento totale dell'anima. Le donne e uomini che venivano a scoperti a meditare tramite Gong venivano denunziati e torturati perché i primi tempi doveva essere solo un privilegio del Re. Nelle antiche gare cinesi, nella danza del leone e in occasione di un ottimo raccolto il Gong era usato come segnale appunto di beneficio, uno strumento benefico per un periodo di positività e questo ricollega al punto in cui fu usato per la meditazione in cui contemporaneamente ai tempi nostri è usato per questo.

## Tipi di Gong
I gong si suddividono in due grandi gruppi:
- il gong sospeso che viene suonato dai battitori, in genere questo tipo di gong è molto grande con un diametro di circa 1 metro. Per suonare questi grandi piatti il battitore deve battere con una mazza apposita, nel centro del piatto e a seconda della forza imposta il suono può essere più o meno forte e di maggiore o minore durata. Oggi possiamo trovare gong sospesi anche di piccole dimensioni che si suonano con bacchette normali;
- il gong a ciotola o campana tibetana si suona allo stesso modo del gong sospeso con la differenza che, in questi gong, il piatto ha anche diverse sonorità, quindi, si può battere anche in altre parti del piatto. Viene molto usato nei templi e nella meditazione Buddisti.

## Gong o tam-tam?
In effetti può essere facile confondersi per colpa principalmente degli inglesi che chiamando gong sia il vero e proprio gong che il tam-tam sicuramente non aiutano a differenziarli. Principalmente le differenze sono le seguenti:
- il gong può avere suono determinato, il tam-tam mai;
- il gong è originario della Cina, il tam-tam della Turchia;
- il gong è fuso in lastre sottili di bronzo poi martellate, così da ottenere una superficie irregolare e ai bordi ripiegata verso l'interno. Il tam-tam ha invece una superficie liscia, non è ripiegato verso l'interno ai bordi. Il gong è piatto (a meno dei bordi) mentre il tam-tam è leggermente concavo su tutta la superficie;
- la maggior rigidità del gong e la forma gli conferiscono un suono caratterizzato da oscillazioni più regolari e uno sviluppo sonoro più veloce (un transitorio d'attacco più breve) del tam-tam;
- pur essendo più rigido il gong del tam-tam il primo ha un suono molto più morbido e preciso e ha maggior profondità di suono, si potrebbe dire che il gong ha un suono più bronzeo;
- ottenere il cosiddetto effetto splash è molto più facile sul gong che non sul tam-tam.

## Uso moderno
Il gong viene usato nelle orchestre come accompagnamento già dal 1700. Maurice Ravel incluse un gong nella partitura del suo celebre Bolero del 1928. Viene usato anche dai batteristi di famosi gruppi beat, new wave, rock o metal, come: Alphaville, Queen, Dream Theater, Led Zeppelin, Pink Floyd, Iron Maiden, Pooh. Viene anche usato in Asia per terapie vibrazionali, per fare massaggi sonori e favorire i processi evolutivi della personalità, mantenendo lo spirito della tradizione asiatica. Il gong si riconosce dal suono forte, fragoroso e suggestivo.